# De Lekke Ketel
De Lekke Ketel (Engels: The Leaky Cauldron) is een herberg die voorkomt in de zevendelige Harry Potterboekenserie van Joanne Rowling. Deze herberg in Londen is de toegangspoort tot de tovenaarswinkelstraat, de Wegisweg, maar Dreuzels kunnen hem niet zien, zodat ze niet makkelijk op deze weg kunnen komen. De herberg is gevestigd aan Charing Cross Road, een van de belangrijkste winkelstraten van Londen, maar het is niet precies bekend waar.
De Lekke Ketel wordt gebruikt als café, zodat heksen en tovenaars die een dagje Londen bezoeken daar wat kunnen drinken. Ook kun je er overnachten. Harry Potter bijvoorbeeld verblijft in het derde deel een week in de Lekke Ketel omdat hij niet meer naar huis kan.
De herberg is rond 1500 gesticht door Daisy Dodderig als toegangspoort tot de Wegisweg en komt regelmatig voor in de boeken.
In de tijd dat Harry op Zweinstein zit, is Tom de waard van de Lekke Ketel. Rond het jaar 2000 wordt Hannah Albedil de waardin en gaat ze samen met haar man, Marcel Lubbermans, boven de herberg wonen.